# 薛怀俊
薛怀俊（483年—542年），名不详，字怀俊，以字行，河东郡汾阴县（今山西省运城市万荣县）人，出自河东薛氏南祖，散骑常侍、平南将军、金紫光禄大夫、敷西庄公薛真度之子，北魏官员。

## 生平
薛怀俊以奉朝请为起家官，北海王元颢出任徐州刺史，引荐薛怀俊担任长史。薛怀俊以军功获赐爵汾阴男，出任持节、冠军将军、蒲津镇将，升任抚军将军、银青光禄大夫。永熙二年（533年），薛怀俊出任使持节、散骑常侍、都督益州诸军事、益州刺史。天平二年（535年），薛怀俊任期结束返回经过梁州，与梁州刺史元罗都被南梁将军兰钦俘虏，被送到江南。梁武帝萧衍见到薛怀俊，对他说：“你父亲薛真度之前做北魏的荆州刺史，我当时还在襄阳郡，州境相接，相互之间很了解。你今日到这里，能留下吗？如果想返回，也以礼相送。”梁武帝环顾左右说：“此人家族在北方，富贵的不可以用言语说。”薛怀俊就请求返回，梁武帝听从他回国。薛怀俊回到东魏后，六七年之间直至死亡再无仕宦，北京大学历史系教授罗新和叶炜认为是战败让他失去了资格。兴和四年（542年），薛怀俊在邺城住宅中患病去世，虚岁六十。北齐天统四年（568年），皇帝诏令赠予薛怀俊骠骑大将军、北徐州刺史。天统四年十二月廿三日（569年1月26日），葬于邺城西南二十里。

## 家庭

### 曾祖
- 薛焕，右光禄大夫、汾阴侯[1]

### 祖父
- 薛弘敞，秦州刺史、安邑侯[1]

### 父亲
- 薛真度，北魏东西二荆豫华阳五州刺史、金紫光禄大夫、阳平公，赠征西将军、并雍二州刺史，谥号庄公[1]

### 兄弟姐妹
- 薛怀吉，北魏后将军、汾州刺史
- 薛怀彻，北魏车骑将军、左光禄大夫、敷西县公
- 薛怀直，北魏京兆內史、卫大将军、左光禄大夫[4]
- 薛怀文[4]
- 薛怀朴，北魏太中大夫、平西将军、伐蜀都督、襄陵男[4]
- 薛怀式，北魏直阁将军、左将军、阳平郡太守、汾阴男[4]
- 薛怀及，北魏宁远将军[4]
- 薛怀远，北魏镇远将军、奉车都尉[4]
- 薛怀景，北魏征南将军、河东郡太守、安定男

### 夫人
- 皇甫艳，秦州刺史皇甫澄孙女，略阳郡太守皇甫徽之女，为薛怀俊大哥薛怀吉做主为薛怀俊迎娶，死于天统二年十二月六日，虚岁七十，天统四年十二月廿三日与薛怀俊合葬[1]

### 儿子
- 薛湛儒，袭爵汾阴男，武定年间官至司空水曹参军，北齐接受禅让后，爵位依例降低
- 薛茂之[1]